# Encalypta obtusata
Encalypta obtusata là một loài rêu trong họ Encalyptaceae. Loài này được Cardot & Broth. mô tả khoa học đầu tiên năm 1923.